# مافیای آذربایجانی
مافیای آذربایجانی، اصطلاحی عمومی برای گروه‌های تبه‌کار گانگستری است که در مسکو و دیگر شهرهای بزرگ روسیه پایه‌گذاری شده‌اند و بر هویتِ قومیِ ترکی_آذربایجانی پافشاری می‌ورزند. بیرون از روسیه، آن‌ها در کشورهای سابق شوروی از قبیل اوکراین، استونی و لیتوانی (کشورهای حوزه بالتیک)، ازبکستان و قزاقستان (کشورهای آسیای میانه) هم فعال هستند.

## پیشینه
مافیای آذربایجانی، یکی از قدیمی‌ترین گروه‌های مافیایی در روسیه است. خارج از جامعه بزرگ قومی آذربایجانی در داغستان، شهرهای روسیه همیشه به عنوان مقصدهای مهاجرت آذربایجانی‌ها شناخته شده‌اند. به دنبال شکل‌گیری سازمان‌های تبه‌کاری قدرتمند و مهم روسی، چچنی، ارمنی و گرجی در مسکو، گانگسترهای آذربایجانی هم به سرعت در اوایل دهه ۱۹۸۰ خود را توسعه دادند. در دهه ۱۹۹۰، گروه‌های آذربایجانی با توجه به جنگ دوطرفه گروه‌های چچنی و روسی، قدرت خود را سریعاً بیشتر کردند. به دنبال آن مهاجرت آذربایجانی‌ها در حجم وسیعی به مسکو صورت گرفت. همین‌طور، پناهندگان، پارتیزان‌های سابق و افسران ارتشی هم به صورت غیرقانونی به شهرهای بزرگ روسیه مهاجرت کردند. از آنجایی که موقعیت گروه‌های مافیایی چچنی در آن زمان وسیعاً تضعیف شده بود، گروه‌های تبه‌کاری آذربایجانی تازه‌ تأسیس، قادر شدند تا مقدار قابل توجهی از هروئین را قاچاق کنند. در همان زمان بسیاری از قاچاق‌ها، پایه‌گذاری عملیات‌های چریکی و نظامی در منطقه ناگورنو قره‌باغ گردید. بعد از پایان جنگ، نسل جدید آذربایجانی‌های فقیر ساکن مسکو و دیگر شهرهای روسیه، تجارتشان را یادگرفتند که بعدها باعث شکل‌گیری سریع ساز و برگ تبه‌کارانه آذربایجانی در شوروی سابق گردید.

## فعالیت‌ها
درحالی که مهم‌ترین فعالیت گانگسترهای آذربایجانی، قاچاق مواد مخدر (بیشتر هروئین) است، آن‌ها دامنه فعالیتشان را به سرعت به کارهای حوزه‌های دیگر جنایی همچون قاچاق اسلحه، کلاه‌برداری، پول‌شویی، سرقت ماشین، زورگیری، قماربازی غیرقانونی، جعل سند، فحشا و آدم‌کشی پیمانکاری گسترش داده‌اند. آشکار شده‌است که گروه‌های تبه‌کار آذربایجانی به منظور پول‌شویی، اقدام به سرمایه‌گذاری در املاک و مستغلات می‌کنند.